# Пріслоп (Сібіу)
Пріслоп (рум. Prislop) — село у повіті Сібіу в Румунії. Входить до складу комуни Решинарі.
Село розташоване на відстані 211 км на північний захід від Бухареста, 11 км на південний захід від Сібіу, 126 км на південь від Клуж-Напоки, 119 км на захід від Брашова.

## Населення
За даними перепису населення 2002 року у селі проживали 243 особи, з них 241 особа (99,2%) циган. Усі жителі села рідною мовою назвали румунську.